# Habrotrocha plana
Habrotrocha plana är en hjuldjursart som beskrevs av Colin Milne 1916. Habrotrocha plana ingår i släktet Habrotrocha och familjen Habrotrochidae. Inga underarter finns listade i Catalogue of Life.